# 51529 Marksimpson
51529 Marksimpson è un asteroide della fascia principale esterna. Scoperto nel 2001, presenta un'orbita caratterizzata da un semiasse maggiore pari a 3,008413 UA e da un'eccentricità di 0,239233, inclinata di 9,774416° rispetto all'eclittica. Ha un diametro di 6,324 km e un'albedo di 0,193.